# Línea N-1 (Salamanca de Transportes)
La línea N-1 de la red de Autobuses urbanos de Salamanca es una línea nocturna circular que une los barrios del norte de la ciudad con la Gran Vía.

## Características
La línea N-1 (o 91 a efectos internos) sigue un recorrido circular por la ciudad de Salamanca que dura aproximadamente 1 hora, uniendo durante las noches los barrios de Prosperidad, Garrido, Vidal, Capuchinos, Pizarrales y Huerta Otea, entre otros, con la Gran Vía. Existe una línea análoga que realiza el recorrido por los barrios trastormesinos.
A pesar de ser una línea circular, únicamente dispone de un sentido, en este caso, sentido antihorario sobre el plano de Salamanca.
Los orígenes del servicio nocturno de autobuses urbanos de Salamanca se remonta al año 2003, año en el cual se creó la primera ruta nocturna, siguiendo un recorrido repleto de giros por las calles de Salamanca, y que unía la calle Filiberto Villalobos con el barrio de Buenos Aires, no sin antes pasar por la Gran Vía y la inmensa mayoría de barrios de la ciudad. Con la reordenación que se realizó en el año 2013, esta línea desapareció para dar origen a las 2 rutas actuales.
Desde el año 2021 tanto esta línea como la N-2 cuentan con un sistema de paradas a demanda para mujeres, menores de edad y mayores de 65 años.
Al igual que el resto de las líneas urbanas de la ciudad de Salamanca, está operada por Salamanca de Transportes, perteneciente a Grupo Ruiz.

### Frecuencias
| Salidas desde Gran Vía, 38                                |           |
| Noches de domingos, lunes, martes y miércoles             |           |
| de 23:00 a 3:00                                           | cada hora |
| Noches de jueves, viernes, sábados y vísperas de festivos |           |
| de 23:00 a 4:00                                           | cada hora |

## Recorrido y paradas
NOTAS: La parada señalada en amarillo indica la cabecera que dispone la línea para regular horarios.
Las correspondencias con autobuses del transporte metropolitano de Salamanca corresponden tanto a líneas diurnas que circulan más allá de las 23:00h. así como a sus respectivas líneas nocturnas, que no circulan todos los días de la semana.
| Código | Parada                                       | Otros                                 |
| ------ | -------------------------------------------- | ------------------------------------- |
| 222    | Gran Vía, 38                                 |                                       |
| 333    | Gran Vía, 72                                 |                                       |
| 228    | Calle Arias Pinel, 31                        |                                       |
| 186    | Calle Arias Pinel, frente 2                  |                                       |
| 229    | Camino de las Aguas, 75                      |                                       |
| 265    | Camino de las Aguas, s/n                     |                                       |
| 183    | Camino de las Aguas, frente 12               |                                       |
| 105    | Paseo del Rollo, 4                           |                                       |
| 106    | Paseo del Rollo, s/n (frente Parque Picasso) |                                       |
| 108    | Paseo del Rollo, 100                         |                                       |
| 109    | Calle Filipinas, frente 29                   | Transporte Metropolitano de Salamanca |
| 174    | Calle Jamaica, 10                            |                                       |
| 267    | Avenida de Los Cipreses, 81                  |                                       |
| 292    | Avenida de Los Cipreses, s/n                 |                                       |
| 293    | Avenida de Federico Anaya, 65                |                                       |
| 72     | Avenida de Federico Anaya, 19                |                                       |
| 176    | Avenida Alfonso IX de León, frente 8         |                                       |
| 177    | Plaza de Madrid, 10                          |                                       |
| 131    | Paseo del Doctor Torres Villarroel, 63       |                                       |
| 132    | Paseo del Doctor Torres Villarroel, 37       | Transporte Metropolitano de Salamanca |
| 201    | Avenida de Portugal, 126                     |                                       |
| 178    | Avenida de Portugal, 152                     |                                       |
| 202    | Calle Emigdio de la Riva, 6                  |                                       |
| 203    | Calle Emigdio de la Riva, frente 29          |                                       |
| 204    | Calle Valles Mineros, 2                      |                                       |
| 205    | Calle Valles Mineros, 12                     |                                       |
| 248    | Calle Astorga, s/n                           |                                       |
| 321    | Calle González Bustillo, 39                  |                                       |
| 322    | Calle González Bustillo, s/n                 |                                       |
| 43     | Carretera de Ledesma, 137                    |                                       |
| 44     | Carretera de Ledesma, 101                    | Transporte Metropolitano de Salamanca |
| 45     | Carretera de Ledesma, 63                     |                                       |
| 46     | Carretera de Ledesma, frente 52              | Transporte Metropolitano de Salamanca |
| 47     | Calle Valverdón, s/n                         |                                       |
| 323    | Avenida de Portugal, 268                     |                                       |
| 324    | Avenida de Alfonso XI, s/n                   |                                       |
| 253    | Calle George Borrow, s/n                     |                                       |
| 315    | Calle Manuel Ramos Andrade, frente 101       |                                       |
| 254    | Avenida del Doctor Ramos del Manzano, s/n    |                                       |
| 99     | Avenida de los Maristas, s/n                 | Transporte Metropolitano de Salamanca |
| 100    | Avenida de los Maristas, 1                   |                                       |
| 40     | Paseo de Carmelitas, 85                      |                                       |
| 41     | Avenida de Mirat, 43                         | Transporte Metropolitano de Salamanca |
| 42     | Avenida de Mirat, 13                         |                                       |
| 4      | Plaza del Empresario, s/n                    |                                       |
| 222    | Gran Vía, 38                                 |                                       |